# Oldsmobile 98
De Oldsmobile 98 is een wagen van het Amerikaanse automerk Oldsmobile. Gedurende een periode van 55 jaar werden acht generaties van deze wagen op de markt gebracht. Vele generaties van de 98 zijn verwant aan een wagen van zustermerk Buick, de Electra.
Het nummer 98 wijst op de rang van de wagen binnen het merk. Modellen die lager in rang stonden kregen dus een lager nummer, zoals de Oldsmobile 76. Hierdoor wordt de 98 aanzien als de topwagen van Oldsmobile.

## Afbeeldingen

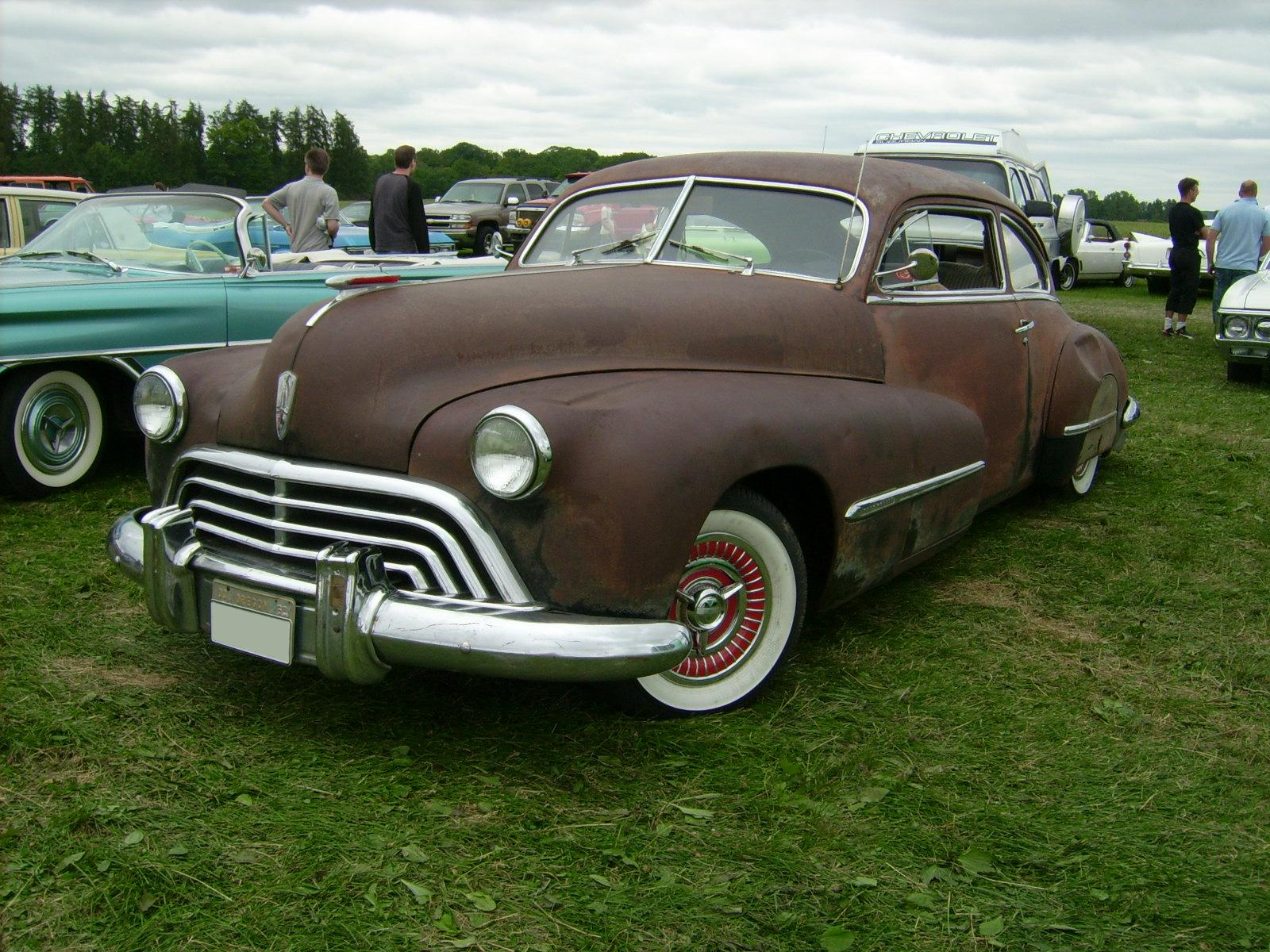
Eerste generatie (1941-1948)
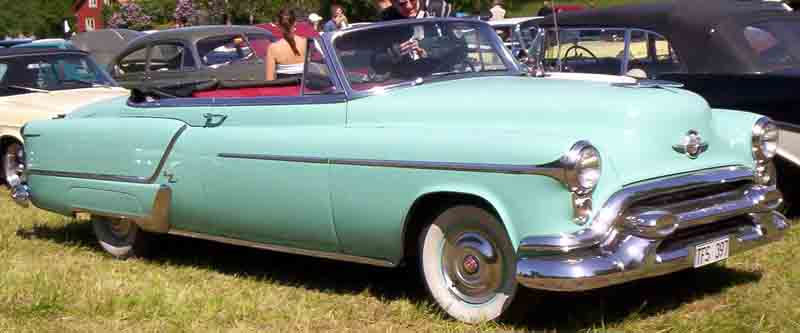
Tweede generatie (1949-1955)
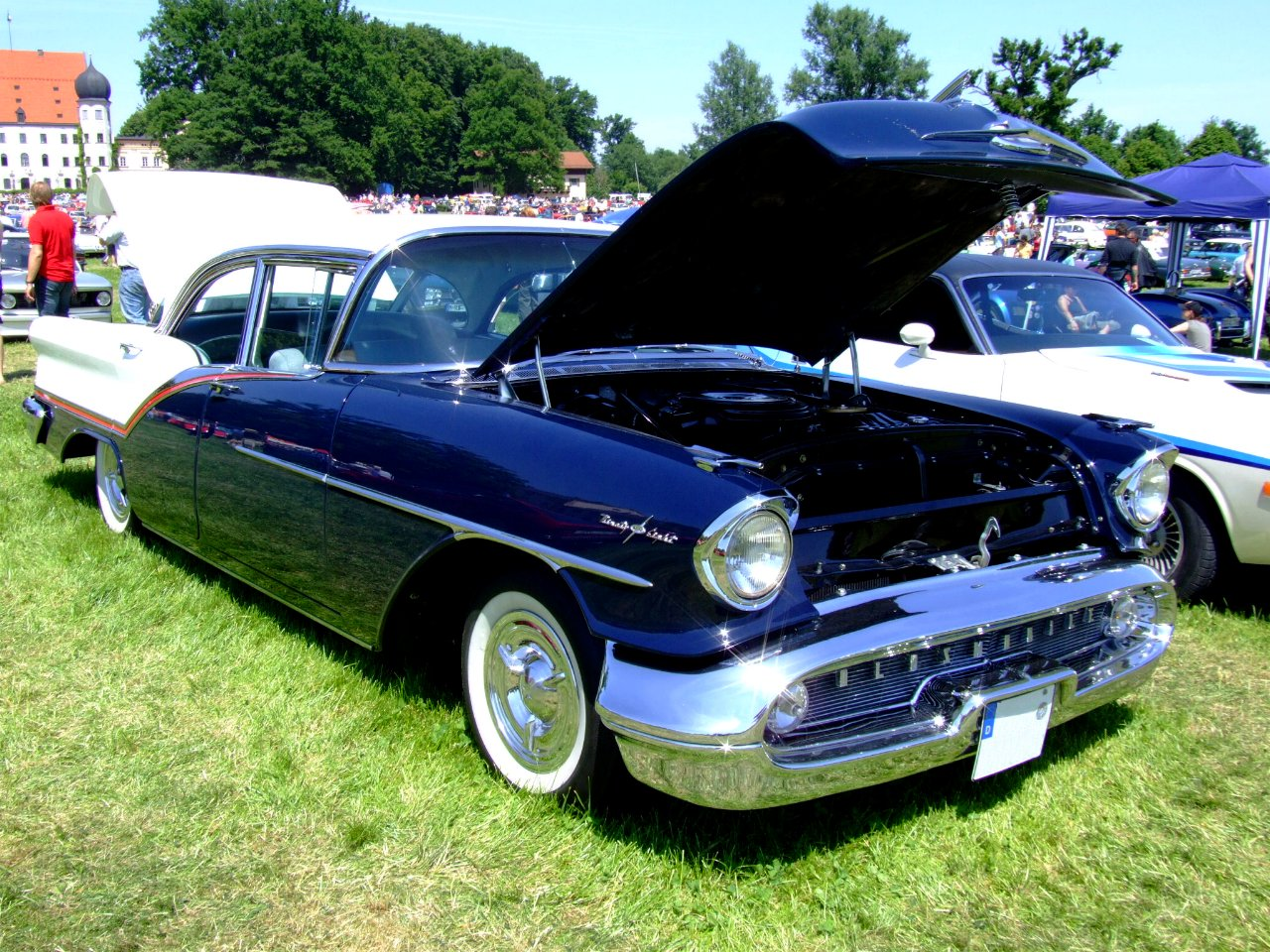
Derde generatie (1956-1964)
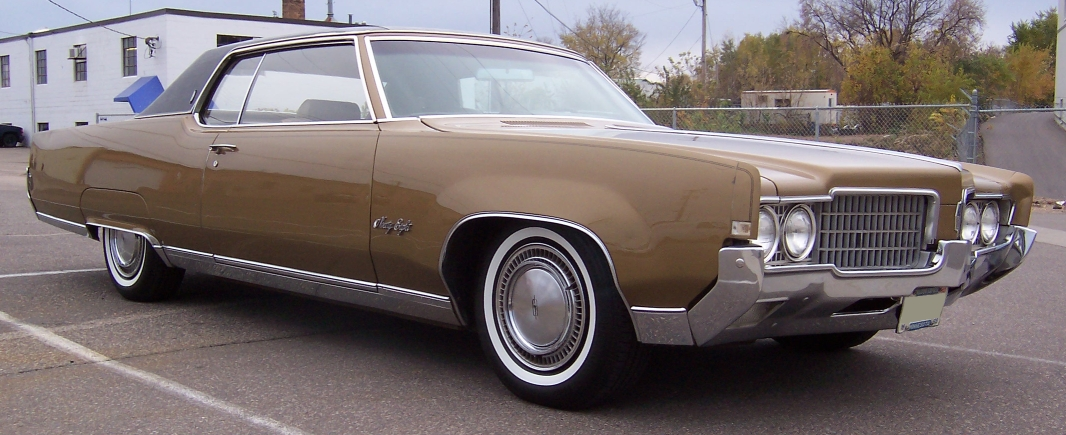
Vierde generatie (1965-1970)
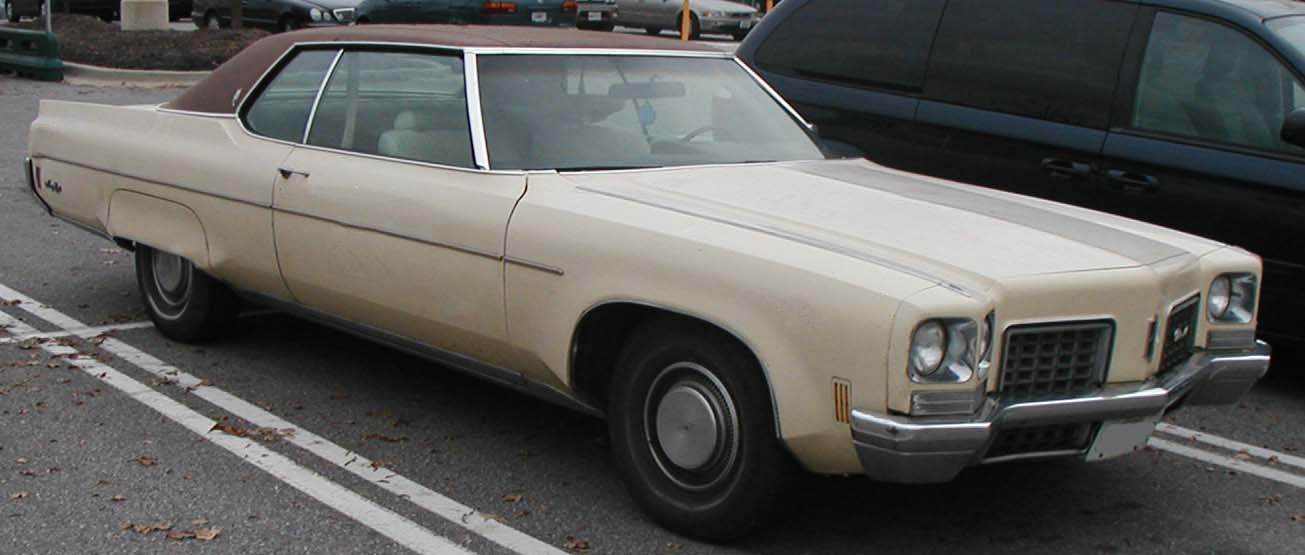
Vijfde generatie (1971-1976)
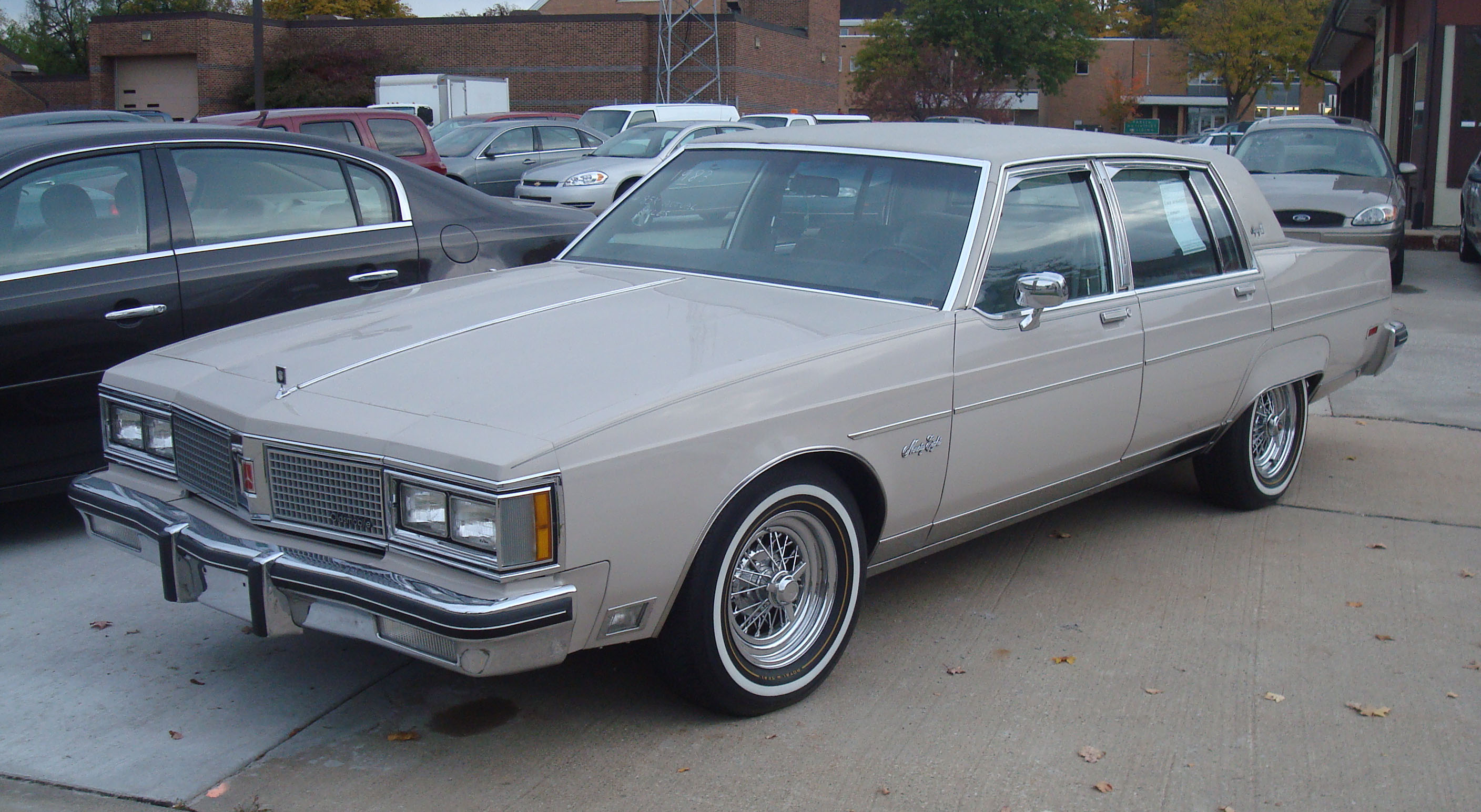
Zesde generatie (1977-1984)
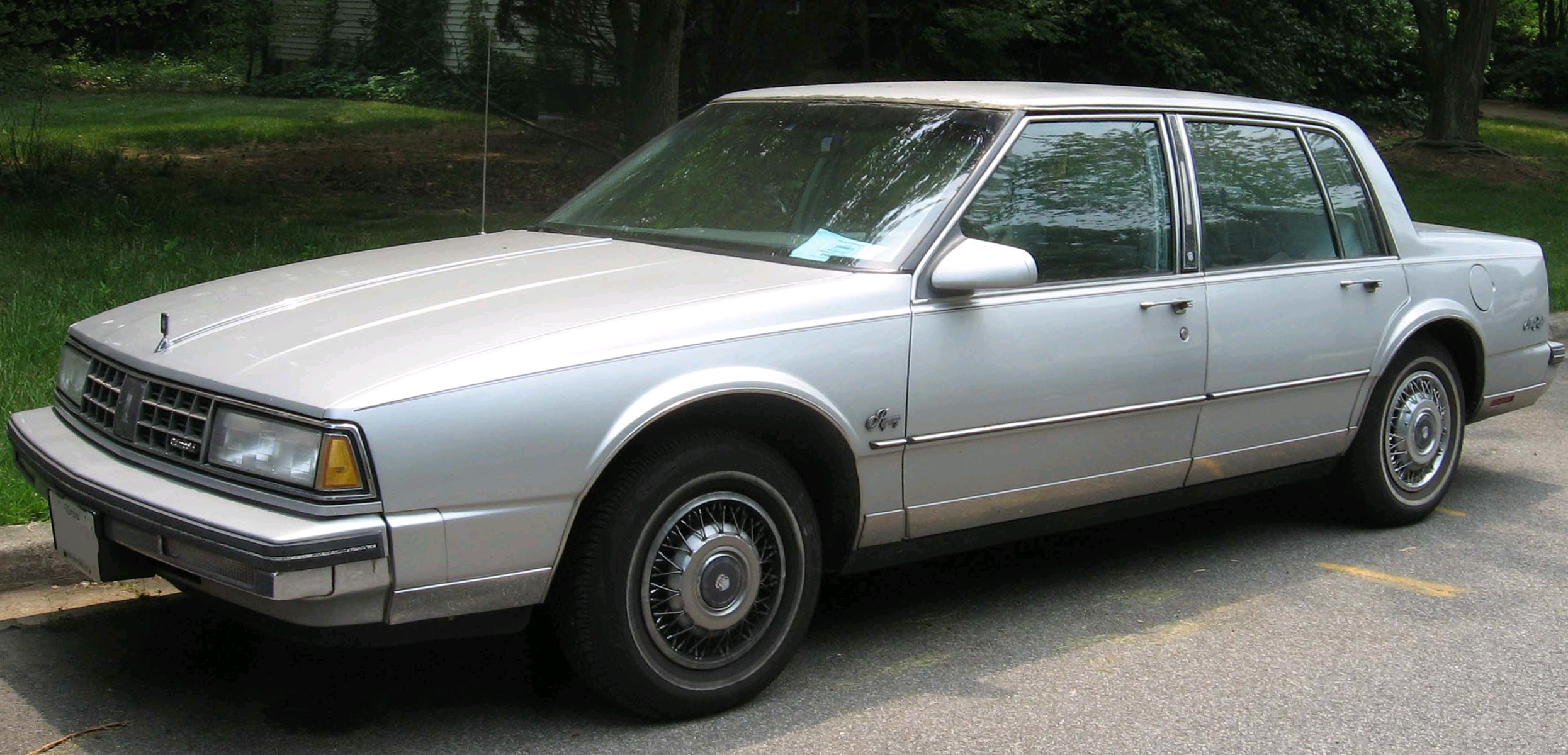
Zevende generatie (1985-1990)

Recente modellen:
Achieva ·
Alero ·
Aurora ·
Bravada ·
Custom Cruiser ·
Cutlass ·
Cutlass Calais ·
Cutlass Ciera ·
Cutlass Supreme ·
Firenza ·
Intrigue ·
Series 90 ·
Silhouette ·
Toronado
Historische modellen na de Tweede Wereldoorlog:
98 ·
442 ·
F-85 ·
Series 70 ·
Starfire ·
Vista Cruiser
Historische modellen voor de Tweede Wereldoorlog:
40 ·
53 ·
Curved Dash ·
Limited Touring ·
Series 60